# Mameli-Klasse
Die Mameli-Klasse war eine Klasse von vier U-Booten der italienische Regia Marina. Sie wurde in den 1920er Jahren gebaut und im Zweiten Weltkrieg im Mittelmeer und im Atlantik eingesetzt, zuletzt vorwiegend zu Ausbildungs- und Erprobungszwecken.

## Geschichte
Nach dem Ersten Weltkrieg begann die italienische Marine erst 1925 mit dem Bau von neuen U-Booten. Versuchsweise baute man zunächst einige Klassen mit nur wenigen Booten, auf deren Grundlage dann verbesserte Typen in größeren Serien entstehen sollten. Am Anfang dieser Entwicklung standen bei den Booten mittlerer Größe zwei Klassen: die vom Marineingenieur Virginio Cavallini entworfene Mameli-Klasse sowie die Pisani-Klasse des Marineingenieurs Curio Bernardis.
Im Gegensatz zur Pisani-Klasse erwiesen sich die vier in Tarent auf der dortigen Tosi-Werft gebauten Boote der Mameli-Klasse als stabil und gut manövrierbar. 1927 stellte das Typboot Mameli mit 117 Metern einen neuen Tauchrekord auf. Als nachteilig erwiesen sich vor allem im Zweiten Weltkrieg die zu großen Türme praktisch aller italienischen U-Boote. Einerseits gewährten sie mit ihrem geschlossenen Brückendeck den dort eingesetzten Besatzungsmitgliedern einen gewissen Komfort, andererseits machten sie diese Türme über Wasser ausgesprochen auffällig und verlängerten die Abtauchzeit oft in fataler Weise. Bei den Booten der Mameli-Klasse handelte es sich um Einhüllenboote mit Satteltank, weswegen sie auch als „Partielle Zweihüllenboote“ oder als „Cavallini-Typ“ bezeichnet wurden.
Ab Februar 1942 wurden die Mameli-Boote wegen ihres Alters zunächst in Reserve gehalten, dann aber noch modernisiert. Sie erhielten einen neuen Antrieb, durch den die Höchstgeschwindigkeit von 15 auf 17 Knoten gesteigert werden konnte. Die nach dem Waffenstillstand von Cassibile auf Seiten der Alliierten eingesetzten Boote operierten von Februar 1944 bis August 1945 von Stützpunkten an der US-amerikanischen Ostküste, von den Bermudas und von Guantanamo aus im Atlantik und in der Karibik.

## Boote der Klasse
| Boot                | Bauwerft     | Kiellegung         | Stapellauf       | Indienststellung |
| ------------------- | ------------ | ------------------ | ---------------- | ---------------- |
| Goffredo Mameli     | Tosi, Tarent | 17. August 1925    | 9. Dezember 1926 | 20. Januar 1929  |
| Pier Capponi        | Tosi, Tarent | 27. August 1925    | 1. April 1928    | 20. Januar 1929  |
| Giovanni da Procida | Tosi, Tarent | 21. September 1925 | 1. April 1928    | 20. Januar 1929  |
| Tito Speri          | Tosi, Tarent | 18. September 1925 | 25. Mai 1928     | 20. August 1929  |

Quelle

## Einsatz und Verbleib
Die vier Boote der Klasse bildeten 1940 das 34. U-Boot-Geschwader der 3. U-Boot-Gruppe in Messina.

### Goffredo Mameli
Das nach dem Freiheitskämpfer, Philosophen und Dichter Goffredo Mameli benannte Typboot wurde kollidierte noch vor der Indienststellung mit dem Schlepper San Pietro, wobei das U-Boot am 29. September 1928 beschädigt wurde. 1940 operierte es unter dem Kommando von Korvettenkapitän Nicola Maiorana vor Malta, wo es in der Nacht vom 1. auf den 2. August den griechischen Dampfer Raula (1044 BRT) mit der Bordkanone versenkte, nachdem sich dessen Besatzung in Sicherheit gebracht hatte. Weitere Einsätze vor Malta blieben bis September 1941 ohne Erfolg. Wegen des schlechten Zustandes der Antriebsanlage wurde es der U-Boot-Schule in Pola zugeteilt. Nach ersten Modernisierungsarbeiten führte es drei weitere ergebnislose Feindfahrten durch. Zum Zeitpunkt des Waffenstillstandes wurden nochmals Umbauten durchgeführt. Bis 1945 diente es den US-Marinefliegern von den Bermudas aus vorwiegend zur U-Jagd-Ausbildung. Am 8. September 1945 kehrte es von Key West aus nach Italien zurück, blieb dort in Reserve und wurde 1948 abgewrackt.

### Pier Capponi
Das nach dem florentinischen Truppenführer Pier Capponi benannte U-Boot operierte im Sommer 1940 unter dem Kommando von Kapitänleutnant Romeo Romei in der Straße von Sizilien, wo es den von den Briten angemieteten, bewaffneten schwedischen Dampfer „Elgö“ (oder „Helge“, 1888 BRT) in der Nacht vom 21. auf den 22. Juni versenkte. In der Nacht vom 11. auf den 12. Juli 1940 griff es bei Malta britische Schlachtschiffe an, die es aber verfehlte. Britische Zerstörer machten Jagd auf das Boot und beschädigten es mit Wasserbomben. Kurz darauf kam es zu einem Schusswechsel mit einem maltesischen Boot und maltesischen Küstenbatterien. Am 1. September griff das Boot Capponi bei Malta erfolglos einen britischen Zerstörer an und konnte sich dessen Gegenangriff entziehen. Am 9. November 1940 blieb ein Torpedoangriff auf einen britischen Verband vor Malta (Operation Coat) ohne Erfolg. Eine am 24. Februar 1941 begonnene Feindfahrt musste wegen einer Havarie abgebrochen werden. Am 31. März 1941 wurde das Boot immer noch unter dem Kommando von Romei stehend, auf der Fahrt von Messina nach La Spezia vom britischen U-Boot HMS Rorqual der Porpoise-Klasse bei Stromboli torpediert. Das Boot wurde von zwei Torpedos getroffen und versank umgehend. Es gab keine Überlebenden.

### Giovanni da Procida
Das nach Giovanni da Procida benannte U-Boot unternahm insgesamt 16 Feindfahrten in der Straße von Sizilien, bei Malta, in der Ägäis, in der Straße von Otranto und vor Ligurien, jedoch ohne Erfolg. Von April 1941 bis Februar 1942 verwendete man es von La Spezia aus zur U-Jagd-Ausbildung, anschließend wurde es dort modernisiert. 1945 kehrte es von den Bermudas nach Italien zurück, wo man es 1948 abwrackte.

### Tito Speri
Das nach dem Freiheitskämpfer Tito Speri benannte U-Boot führte Anfang der 1930er Jahre einen Erprobungseinsatz im Atlantik durch. Am 17. Dezember 1935 kollidierte es im Golf von Tarent versehentlich mit dem U-Boot Bragadin, wobei beide schwer beschädigt wurden. Im Juni 1938 erprobte es den sogenannten „Girosi-Apparat“, der es einem getauchten Boot erlaubte, zuvor an der Oberfläche abgelassenen Treibstoff zu entzünden. Im Zweiten Weltkrieg absolvierte es vor Nordafrika und in der Straße von Otranto neun erfolglose Feindfahrten. Wegen seines Zustandes unterstellte man es im Frühjahr 1941 der U-Boot-Schule in Pola, für die es 65 Ausbildungs- und vier Patrouillenfahrten unternahm. Ab Februar 1942 wurde es in Tarent modernisiert. Nach dem Waffenstillstand unternahm es vor der Ostküste der USA und in der Karibik 120 Fahrten, die zumeist den genannten Ausbildungszwecken dienten. 1948 wurde es in Italien abgewrackt.